# رابطة عوامي
رابطة عوامي هو حزب بنغالي تأسس سنة 1946م في باكستان الشرقية والتي تسمى اليوم بنغلاديش ومعنى كلمة عوامي بالأردية الشعب ولم يكن معروفا حتى سنة 1971 حين كان منافسا لحزب الشعب الباكستاني وأصبح يدافع عن حقوق البنغاليين كأمة قومية يجب أن تتقاسم السلطة مع الأردو. في 10 مايو 2025، وحتى انتهاء محاكمة رابطة عوامي البنغلاديشية وقادتها أمام المحكمة الجنائية الدولية بتهمة الإبادة الجماعية التي وقعت في يوليو 2024، تقرر حظر جميع أنشطة رابطة عوامي، بما في ذلك الفضاء الإلكتروني، بموجب قانون مكافحة الإرهاب لحماية أمن وسيادة البلاد، وسلامة قادة ونشطاء حركة يوليو، وحماية المدعين والشهود أمام المحكمة الجنائية الدولية.

## الاستقلال
بعد فشل المفاوضات بين حزب الشعب الباكستاني الحاكم بقيادة ذو الفقار بوتو الذي كان رئيس باكستان ورابطة عوامي انتهى الأمر بالانفصال وإعلان الاستقلال عن طريق رئيس الرابطة آنذاك الشيخ مجيب الرحمن.

## الانتقاد
يرى الكثير من البنغاليين بأن رابطة عوامي حزب وطني حقق الكثير من الإنجازات للبنغال في حين يتهمه آخرون بأنه أداة وذراع للهند التي دعمته في تدمير الوحدة الإسلامية مع باكستان وأنه بقايا للاستعمار والهيمنة البريطانية على المسلمين.